# Miquel Péreç

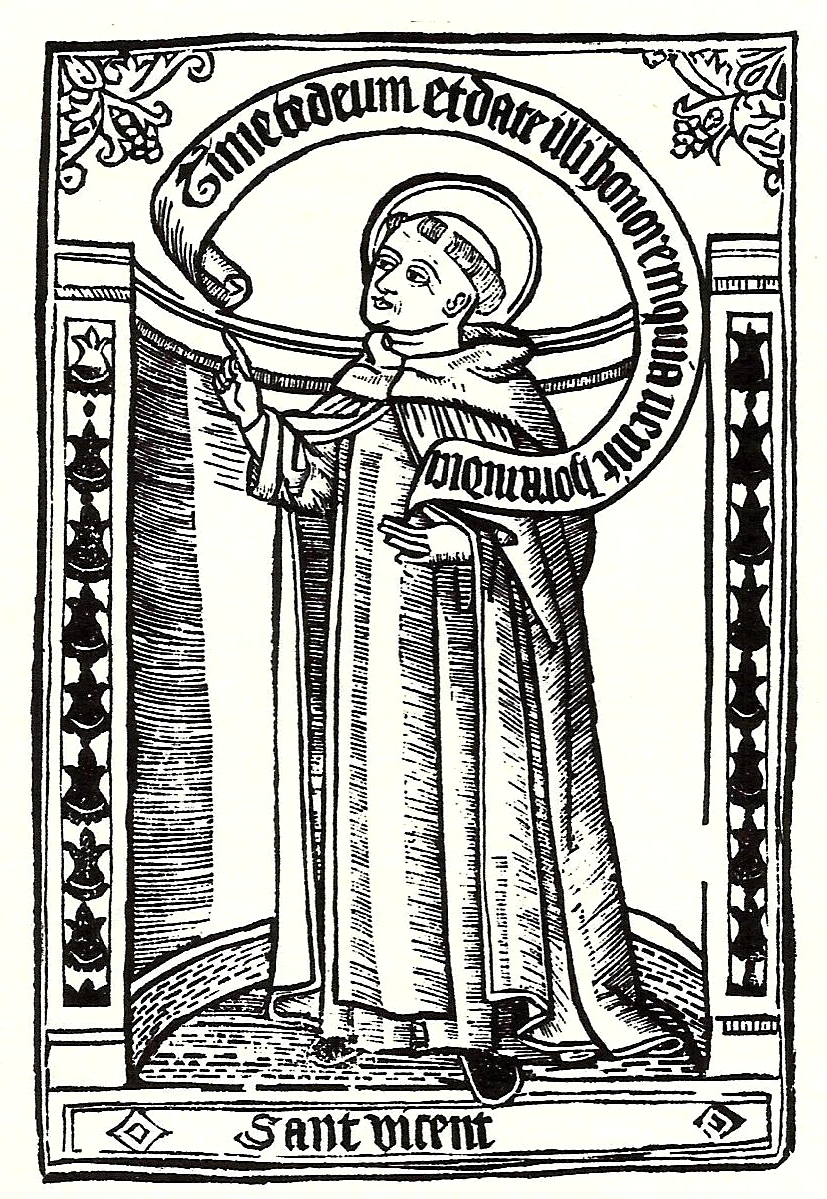
Gravat de la Vida de sant Vicent Ferrer de Miquel Péreç que representa el sant segons la tradició iconogràfica valenciana.

Miquel Péreç fou un escriptor en llengua catalana. Cronològicament, podem situar-lo a cavall dels segles xv i xvi, és a dir, entre el segle d'or valencià i el començament del procés de castellanització iniciat al cinc-cents per la classe nobiliària. Autor tant de prosa com de poesia, destacà especialment per obres de caràcter hagiogràfic, i sobretot per la seua Vida de sant Vicent Ferrer.

## Biografia
Segons Antoni Ferrando i Francés, la vida de Péreç pot situar-se dins l'arc comprés entre els anys 1450 i 1520. Seguint en tot moment a Ferrando, podem afirmar que el nostre autor devia pertànyer a la classe dels ciutadans. Fou probablement fill d'un notari també anomenat Miquel Péreç i, pel que fa a la seua activitat professional, el veiem l'any 1490 vinculat a la cúria com a escrivà i el 1501 com a examinador de comptes de la receptoria inquisitorial de València. Altres dades documents permeten suposar que el 1488 fou elegit clavari de censals i el 1514, conseller de la ciutat per la classe de jurats vells.
Gràcies a diverses dedicatòries d'algunes de les seues obres, suposem que Péreç degué estar ben relacionat amb les elits lletraferides de la València del moment i que devia ser una persona ben coneguda i bastant prestigiosa. Així, la seua traducció del Kempis està dedicada a sor Isabel de Villena i la Vida de la sacratíssima Verge Maria, a l'esposa del Mestre Racional del Regne. Una altra obra seua, la Vida de sancta Catherina de Sena, fou escrita a petició de Mossén Bernat Fenollar i va acompanyada d'uns versos escrits per Narcís Vinyoles, qui fou membre, igual que Fenollar, de l'anomenada Escola Satírica Valenciana.

## Estil i importància
Segons destaquen alguns erudits com Nicolau d'Olwer o Jordi Rubió, potser influïts pels ideals estètics noucentistes, Miquel Péreç participa de l'escriptura llatinitzant i recargolada de la valenciana prosa i de Joan Roís de Corella, i presenta un estil ampul·lós i sobrecarregat d'hipèrbatons. Des d'una visió contrària, Antoni Ferrando afirma que Péreç és un exemple de fidelitat idiomàtica en un moment en el qual les adhesions al castellà com a llengua de cultura començaven a sovintejar, fins i tot entre contemporanis seus com Narcís Vinyoles. Pel que fa a l'estil, el mateix Ferrando en fa una valoració positiva:
«L'autor defuig els recargolaments sintàctics i l'acumulació de neologismes lèxics, característics de la prosa artitzada de l'època, i es manté sempre, fins i tot en els fragments en què s'aparta més de les seues fonts, dins d'un admirable equilibri estilístic.»
Miquel Péreç constitueix, en tot cas, un esglaó interessant de la nostra literatura: d'una mà, fou contemporani i conegut d'escriptors del nostre Segle d'Or com Isabel de Villena i gran admirador de Corella o Mossén Fenollar; de l'altra, alguns estudiosos veuen en la seua obra l'antecedent de les apologies de la llengua, tan freqüents a partir del començament de la castellanització literària.

## Obra (per ordre cronològic)
- 1474: Participació amb un poema en les Trobes en laors de la Verge Maria
- 1482: Traducció de la Imitació de Jesucrist o Kempis
- 1494: Traducció de la Vida de la sacratíssima Verge Maria
- 1499: Traducció de la Vida de sancta Catherina de Sena
- 1510: Vida de sant Vicent Ferrer
- 1514: Participació en la segona edició del Cancionero general

## LaVida de sant Vicent Ferrer
Es tracta d'una obra breu, en prosa. L'autor la divideix en dotze seccions que segueixen un cert ordre cronològic, des dels fets miraculosos previs al naixement del sant fins als ocorreguts temps després de la seua mort i canonització. S'hi para especial atenció als miracles realitzats pel sant i se'n consignen, de fet, més d'una trentena; entre ells, alguns tan famosos com el de la profecia de les dues naus de forment a Barcelona o el del do de llengües. L'autor, potser de forma intencionada, obvia qualsevol referència a la intensa vida pública i política desenvolupada pel sant, i en subratlla en canvi els costums ascètics i penitencials.
Per a Antoni Ferrando, la Vida de sant Vicent Ferrer presenta dos aspectes innovadors respecte a la tònica de l'hagiografia medieval: el primer, la ja referida atenció a les oracions ensenyades pel sant, que relacionen el llibre amb «una espiritualitat centrada en al meditació devota»; el segon, la marcada voluntat estilística. Encara que l'autor no menciona les seues fonts, el mateix Ferrando afirma que Péreç degué consultar el Flos sanctorum, el Chronicon d'Antoní Pierozzi, la Vita sancti Vicentii Ferrerii de Pietro Ranzano i la Vita sancti Vicentii confesoris, del prevere Francesco Castiglione, tot sumat de les aportacions de la tradició valenciana.